# Tiglinsyra
Tiglinsyra, C5H8O2, är en fast, giftig, omättad monokarboxylsyra.

## Historik
Pelletier och Caventou isolerade 1819 en säregen flyktig och kristalliserbara syra från frön av Schoenocaulon officin, en mexikansk växt av familjen Melanthaceae (även kallad cevadilla eller sabadilla). Följaktligen fick ämnet namnet sabadill- eller cevadsyra. Det senare visade sig vara identisk med Frank och Duppas metylkrotonsyra (1865). År 1870 beredde Geuther och Fröhlich en syra från krotonolja som de gav namnet tiglinsyra efter Croton tiglium (Linné), som namn efter krotonoljeplantan. Föreningen visade sig vara identisk med den tidigare beskrivna metylkrotonsyran.
Tiglinsyra var också isolerats från defensiv utsöndring av vissa skalbaggar, t. ex. som varningssekret från vissa jordlöpararter.

## Egenskaper och användning
Tiglinsyra har en dubbelbindning mellan de andra och tredje kolatomerna i kedjan. Tiglinsyra och angelikasyra bildar ett par cis-trans-isomerer. Tiglinsyra är en flyktig och kristalliserbar substans med en söt, varm, kryddig doft. Det används för att framställa parfymer och smakämnen. Salterna och estrarna av tiglinsyra kallas tiglater.
Tiglinsyra kan orsaka hud- och ögonirritation. Inandning av ämnet orsakar irritation i luftvägarna.